# Ben Cook
Benjamin Tyler Cook (Eden, Carolina do Norte, 11 de dezembro de 1997) é um ator e cantor norte-americano.

## Biografia
Cook nasceu em Eden, Carolina do Norte, e cresceu em Nova Iorque e Lorton, Virgínia. Aos sete anos, Cook começou a estudar dança na Metropolitan School of the Arts e frequentou a Professional Performing Arts School na cidade de Nova Iorque no ensino médio e durante o ensino médio.

## Filmografia
| Ano  | Título                            | Personagem           | Nota                                         |
| ---- | --------------------------------- | -------------------- | -------------------------------------------- |
| 2010 | 30 Rock                           | Jack (jovem)         | Episódio: "Chain Reaction of Mental Anguish" |
| 2013 | House of Cards                    | Heather Dunbar's son | Episódio: "Chapter 27"                       |
| 2014 | Veep                              | Walt                 | Episódio: "The Choice"                       |
| 2017 | Law & Order: Special Victims Unit | Adam Turner          | Episódio: "Great Expectations"               |
| 2018 | Paterno                           | Aaron Fisher         | Filme                                        |
| 2021 | West Side Story                   | Mouthpiece           | Filme                                        |
| 2022 | The First Lady                    | Steven Ford          | Elenco recorrente                            |
| 2022 | Pretty Little Liars: Original Sin | Henry                | Elenco recorrente                            |

## Teatro
- A Christmas Carol (2007–2008)
- Macbeth (2008)
- The Heavens Are Hung in Black (2009)
- Ragtime (2009–2010)
- The Golden Age (2010–2011)
- Billy Elliot - The Musical (2011–2013)
- Newsies The Musical (2014–2016)
- Tuck Everlasting (2016)
- Mean Girls (2017–2019)
- West Side Story (2019–2020)